# Benjamin Linus
Benjamin « Ben » Linus est un personnage du feuilleton télévisé Lost : Les Disparus interprété par Michael Emerson.  
Ben était le chef des « Autres ». Il apparaît lors de la deuxième saison sous le nom de « Henry Gale ». Il est présenté comme étant le principal antagoniste du feuilleton avant de s'allier aux protagonistes.

## Biographie fictive

### Avant le crash
Benjamin Linus est né aux États-Unis, à trente-deux miles de Portland. Ses parents sont Roger et Emily Linus. Emily a accouché au bout de sept mois seulement, durant une promenade dans les bois avec son mari. Elle est morte juste après la naissance de son fils. Ses derniers mots furent de nommer son fils Benjamin.
Pendant son enfance, Ben et son père se rendent sur l'île, ce dernier ayant été recruté comme ouvrier pour le Projet Dharma. Ben est très introverti, et en plus de devoir gérer la frustration de son père due à son travail qu'il juge trop au bas de l'échelle, il doit aussi supporter la haine que ce dernier éprouve pour lui, car il blâme son fils pour la mort de sa femme. Roger a l'habitude d'oublier l'anniversaire de Ben, car c'est aussi le jour de la mort de sa femme. Un jour, son père l'ayant profondément blessé en le rejetant le jour d'un de ses anniversaires, Ben s'enfuit vers la jungle où il a des visions de sa mère. Au moment où il s'apprête à traverser la barrière sonique qui protège le complexe Dharma, elle le stoppe, lui affirmant qu'il n'est « pas encore temps ». Il tente une seconde fois de s'enfuir à travers la jungle en prenant soin de couper la barrière sonique et rencontre Richard Alpert, un des présumés « Hostiles ». Richard propose à Ben, qui développe une profonde haine contre le Projet (qu'il associe à son père), de faire partie de son groupe, les soi-disant habitants primitifs de l'île, mais Richard lui dit aussi qu'il doit être patient.
En 1977, le projet Dharma capture un soi-disant « Hostile », qui se révèle être Sayid Jarrah, venu du futur. Ben trouve ici le moyen de devenir enfin un des « Hostiles » en délivrant Sayid. Cependant, ce dernier essaye de changer le cours de l'histoire en tentant de tuer le jeune Benjamin. Finalement il en réchappe grâce à Kate et Sawyer (sous le nom de LaFleur), eux aussi venus du futur, qui sauvent Ben en le confiant à Richard. Ce dernier amène le jeune garçon au Temple de l'île afin de le soigner. Ce fut le moment déclencheur qui bascula Ben définitivement du côté des « Autres ».
Plusieurs années plus tard, Ben devient ouvrier lui aussi, tout en faisant partie des « Hostiles ». En 1988, il est chargé par Charles Widmore de tuer Danielle Rousseau mais il se contente d'enlever son bébé, Alex Rousseau. En 1992, Roger oublie son anniversaire comme à l'habitude, mais lui propose d'avoir un petit moment entre père et fils en haut d'une colline alors qu'il devait livrer des bières à la station Perle en camionnette. Une fois arrivés, Ben exprime la haine qu'il a pour lui : il met un masque à gaz et ouvre une sorte de grenade contenant du poison à l'intérieur de la camionnette, ce qui tue son père. Quand Ben retourne au complexe, il voit tous les membres du Projet Dharma morts empoisonnés. Les « Hostiles »  prennent contrôle du complexe et Ben se joint à eux. Ils jettent les cadavres dans une grande fosse et s'installent dans les résidences vides. Ben décide de laisser le corps de son père là où il est (celui que Hugo découvrira plus tard). Après cela, Ben fait bannir Widmore de l'île et reprend son rôle de chef, qui consiste à être le seul à pouvoir parler avec Jacob et communiquer sa volonté au reste du groupe. Cependant, Ben ne rencontrera jamais Jacob en tant que chef.
Deux jours avant le crash du vol Oceanic 815, Ben découvre qu'il a une tumeur à la colonne vertébrale. Après avoir assisté au crash, il envoie Goodwin explorer la queue de l'avion et Ethan pour explorer la partie avant, avec pour mission de s'infiltrer parmi les survivants. Il choisit Goodwin en raison de la liaison qu'il a avec Juliet, une femme recrutée trois ans auparavant à qui il tient énormément.

### Après le crash
Une cinquantaine de jours après le crash du vol Oceanic 815, Ben se fait capturer par Danielle Rousseau. Il prétend s'appeler Henry Gale, un homme du Minnesota qui s'est écrasé sur l'île par l'intermédiaire d'un ballon dirigeable (l'anagramme de Henry Gale Minnesota est See an other man lying ; Regarde un autre homme mentir ou Regarde l'un des autres mentir en français). Elle le confie à Sayid, qui l'emmène à la station « Le Cygne », où il est emprisonné et interrogé. L'identité de Ben est découverte lorsque le corps du vrai Henry Gale est retrouvé. Michael, un survivant de l'accident dont le fils a été enlevé par les « Autres », libère Ben. Michael amène avec succès Jack, Kate, Hurley et Sawyer jusqu'aux « Autres » et Ben lui donne un bateau pour pouvoir quitter l'île avec son fils puis relâche Hurley pour qu'il aille dire à ceux de la plage qu'ils ne doivent pas essayer de les retrouver . Ben emmène alors Jack, Kate, et Sawyer sur l'île de l'Hydre. 
Ben donne à Juliet la tâche d'interroger Jack, alors que Kate et Sawyer sont détenus dans des cages. Il avoue à Jack avoir une tumeur et lui demande de l'enlever pour qu'il puisse, en échange, quitter l'île. Pendant l'opération, il se réveille et Jack refuse de finir de l'opérer tant que Kate et Sawyer ne seront pas en sécurité, loin des « Autres ». Après l'opération, Ben, Jack et les « Autres » retournent aux baraquements. Quand Locke, accompagné de Sayid et Kate, arrive aux baraquements, il détruit le sous-marin dans lequel Jack devait partir. Ben donne ensuite l'occasion à Locke de faire partie de leur groupe, mais pour cela, il doit tuer Anthony Cooper, le père de Locke capturé puis emmené sur l'île. Ben sait que Locke est incapable de le tuer de sang froid et sa proposition est ainsi une manière d'humilier Locke. Lorsque Locke revient quelques jours plus tard avec le cadavre de Cooper qu'il a fait tuer par Sawyer, Ben l'emmène voir Jacob. Quand Ben découvre que Locke peut entendre Jacob, il tire sur Locke et le laisse pour mort. Il revient au camp des « Autres » et demande à Richard de mener le groupe au temple. Ben prend ensuite Alex avec lui et essaye d'empêcher Jack d'envoyer un message radio au cargo voisin. Il réunit Alex et sa mère, Danielle, et prévient Jack que s'il entre en contact avec le cargo, chaque personne qui se trouve sur l'île mourra. Ben est attaché à un arbre, et assiste à la prise de contact avec le cargo. 
À la suite de cette prise de contact, les survivants se divisent en deux groupes. Ceux qui pensent que les personnes du cargo sont dangereuses, Ben se trouvant parmi elles, joignent Locke aux baraquements. Quand Ben admet que l'équipage du cargo est venu pour le capturer et qu'il a été envoyé par Charles Widmore, Locke le libère. Une fois libre, Ben demande à Alex de se rendre avec son petit-ami Karl et à sa mère Danielle au temple afin de se protéger contre les personnes du cargo. Cependant, sur le chemin, les mercenaires tuent Karl et Danielle et prennent en otage Alex après qu'elle a indiqué être la fille de Ben. Martin Keamy, le chef des mercenaires, menace de tuer Alex si Ben ne se rend pas ; Ben refuse prétextant qu'elle n'est pas sa fille biologique et qu'il ne tient pas à elle, ayant pour conséquence son exécution. Ben dit alors que Widmore a « changé les règles » et il libère le monstre de fumée pour attaquer les mercenaires. Il part ensuite avec Locke et Hurley pour se rendre à la cabane de Jacob. Lorsque Locke entre dans la cabane, Jacob lui dit qu'il doit déplacer l'île. Ben et Locke se rendent donc à la station de « L'Orchidée » où Ben se venge de la mort de sa fille en tuant Keamy. Ben annonce à Locke qu'il est le nouveau chef des « Autres », puis descend au niveau inférieur de la station et tourne une grande roue gelée située dans le mur, ce qui déplace l'île à un nouvel endroit. Ben est lui-même transporté dans le désert de Sahara, en Tunisie.

### Après l'île
Ben retrouve Sayid à l'enterrement de sa femme Nadia, et le recrute en tant qu'homme de main, après lui avoir dit que Widmore est responsable de l'assassinat de sa femme. Ben fournit à Sayid une liste de personnes travaillant pour Widmore, qu'il tue avec succès au cours des trois années à venir. Un jour, Ben infiltre l'appartement de Widmore à Londres pour l'informer de son intention de tuer sa fille, Penelope, pour se venger de la mort d'Alex. Cependant, il y renonce après avoir vu son fils.
Quand Locke quitte l'île pour ramener les survivants sur l'île, Ben le retrouve, le tue et fait croire à un suicide. Ben rend visite à Jack et lui annonce qu'il l'aidera à retourner sur l'île, mais que pour cela, il doit y retourner avec les autres survivants ayant quitté l'île, ce qui inclut le corps de Locke. Ben embarque sur le vol Ajira 316 avec les autres survivants et atterrit sur l'île de l'Hydre. Jack, Kate, Hurley, et Sayid sont transportés en 1977, alors que Sun et Ben demeurent dans le présent avec Locke ressuscité.

### Retour sur l'île
Quand Ben reprend conscience et retrouve Locke vivant, il est visiblement surpris mais tente de le convaincre qu'il savait qu'en l'amenant sur l'île, il ressusciterait. Ben dit ensuite à Locke qu'il doit atteindre l'île principale pour être jugé par le monstre de fumée car il a violé les règles en revenant sur l'île. Lorsque Locke et Ben s'apprêtent à prendre un bateau, Caesar, un des survivants du vol Ajira, tente de les arrêter, et Ben lui tire dessus avec un fusil de chasse. Arrivés aux baraquements, Locke dit à Ben qu'il croit qu'il veut être jugé non pas pour être retourné sur l'île, mais pour avoir tué sa fille. Choqué, Ben ne répond pas. Ils retrouvent ensuite Sun et partent au Temple. Ben et Locke entrent dans un tunnel sous le temple pendant que Sun attend à l'extérieur. Ben tombe ensuite dans un sous-sol et tandis que John part chercher une corde, Ben se rend dans une salle dans laquelle figurent des hiéroglyphes et une image d'un duel opposant le monstre et le dieu égyptien Anubis. Le monstre sort alors d'une grille, entoure Ben, et lui montre des « flashs » contenant les décisions qu'il a prises dans sa vie impliquant Alex. Elle repart sans s'attaquer à Ben. Quelques instants plus tard, Alex apparaît et pousse Ben contre un mur. Elle dit qu'elle sait que Ben prévoit encore de tuer Locke mais que s'il le fait, elle le détruira. Elle ordonne ensuite Ben de suivre tout ce que lui demandera Locke, puis disparaît. Lors de son retour au camp des « Autres », Locke demande à Richard de les emmener jusqu'à Jacob. Pendant qu'ils font une pause à l'ancien camp des survivants, John convainc Ben de tuer Jacob. Richard les mène à la base de la statue de Taouret, où Jacob vit. Ben et John entrent tous les deux en dépit des protestations de Richard. Jacob salue John et observe qu'il a trouvé une échappatoire ; cet homme qui a pris l'apparence de John Locke est en fait un homme qui essaye de tuer Jacob depuis des décennies. Ben reproche ensuite à Jacob de l'avoir ignoré malgré sa fidélité pour lui et poignarde Jacob, avant que Locke ne le pousse dans le feu.
Après la mort de Jacob, Locke demande à Ben d'aller chercher Richard pour lui parler. Toutefois, lorsque Ben sort de la statue, Richard le jette à côté du cadavre du vrai John Locke, qui a été porté à la statue par un groupe dirigé par Ilana. Après le meurtre du groupe d'Ilana (sans Ilana elle-même) par le monstre de fumée, Ben se rend compte qu'il s'est fait manipuler par ce dernier en ayant pris l'apparence de John Locke. Après le départ du faux John Locke, Ben enterre le corps du vrai John Locke au cimetière de l'ancien campement des rescapés du vol 815 et avoue à Ilana, Sun et Frank qu'il a lui-même assassiné Locke. Il voyage avec le groupe jusqu'au temple lorsque le monstre de fumée tue tous les « Autres » qui ont refusé de s'allier à lui. Le groupe d'Ilana recrute Miles pendant que Ben retrouve Sayid et se rend compte qu'il a été infecté et qu'il est devenu un allié de l'homme en noir (le faux Locke). Il s'échappe et rejoint le groupe d'Ilana. Cette dernière demande à Miles d'utiliser ses compétences pour connaitre la vérité sur la mort de Jacob. Miles dit alors à tout le monde que le meurtrier de Jacob est Ben. Ils arrivent à la plage où les survivants du vol 815 ont passé la plupart de leur temps et Ilana force Ben à creuser sa propre tombe. Plus tard, l'homme en noir invite Ben à le rejoindre et le libère. Après le départ de l'homme en noir, Ben s'échappe, est poursuivi par Ilana, et les deux se retrouvent face-à-face dans la jungle lorsque Ben pointe un fusil sur elle. Ben lui explique pourquoi il a tué Jacob, en particulier à cause de la mort de sa fille. Ilana comprend et lui permet de rejoindre leur groupe, ce qu'il fait. Ils sont ensuite rejoints par Hurley, Jack et Richard. Richard souhaite détruire l'avion Ajira pour empêcher l'homme en noir de s'enfuir mais lorsque Ilana ramène de la dynamite, elle explose. Hurley détruit le reste de la dynamite au Rocher Noir, mais Richard souhaite toujours mettre à exécution son plan. Le groupe se scinde alors en deux ; Ben et Miles se joignent à Richard pour chercher de la dynamite aux baraquements tandis que le reste du groupe souhaite parler à l'homme en noir. Quand ils arrivent à l'ancienne maison de Ben, Widmore est là, et annonce l'arrivée de l'homme en noir. L'homme en noir propose à Ben d'être le nouveau chef de l'île quand il aura quitté l'île. Après cela, Ben lui dit que Widmore se cache dans son placard et le tue. L'homme en noir et Ben retrouvent Desmond, et l'homme en noir l'oblige à aller au cœur de l'île pour détruire l'île, ce qui contredit l'accord qu'il a conclu avec Ben. Desmond enlève ainsi le bouchon de l'île, qui commence à s'effondrer. Lorsque Jack tue l'homme en noir, Ben et Hurley souhaitent rester sur l'île avec Jack pour l'aider à rallumer le cœur de l'île. Jack dit à Hurley et Ben qu'il va mourir et confie à Hurley la protection de l'île. Jack remet le bouchon dans le cœur de l'île et la lumière se rallume. Ben et Hurley retrouvent ensuite Desmond et Ben lui conseille d'aider Desmond à retrouver sa femme et son fils. Hurley dit alors à Ben qu'il aura besoin d'un conseiller ayant de l'expérience et demande à Ben s'il aimerait devenir son second. Ben dit qu'il sera honoré de le faire. 
Quelque temps plus tard, Ben, sur les ordres de Hurley, arrive dans un entrepôt du Projet Dharma à Guam et annonce sa fermeture à deux employés. Par la suite, Ben arrive à l'hôpital psychiatrique de Santa Rosa et rencontre Walt. Il lui propose de revenir sur l'île avec lui et Hurley, ce qu'il accepte.

### Réalité alternative
Ben a survécu à la destruction de l'île et il est devenu professeur d'histoire européenne dans un lycée à Los Angeles. Ben se lamente sur sa vie en général, notamment en raison du principal Reynolds, qui ne se soucie pas de l'école. Il vit avec son père, Roger, qui est toujours en vie dans cette réalité. Au cours d'un dîner ensemble, son père lui dit regretter leur vie passée sur l'île au sein du Projet Dharma, pensant que Ben aurait eu une meilleure vie. Au lycée, il a une relation étroite avec l'une de ses élèves, Alex Rousseau. Il se lie d'amitié aussi avec un enseignant remplaçant, John Locke, en particulier après que Locke a suggéré à Ben de remplacer le principal. Alors qu'ils étudient ensemble, Alex dit à Ben que le principal Reynolds a une relation sexuelle avec une des infirmières de l'école sur le campus. Ben tente de faire chanter Reynolds, menaçant de révéler sa liaison. Cependant, plus tard, Reynolds dit à Ben que s'il met à exécution ses menaces, les chances d'Alex d'aller à l'université Yale diminueront considérablement, cette dernière lui ayant demandé de lui écrire une lettre de recommandation. Voulant sauver l'avenir éducatif d'Alex, Ben renonce.
Quelques jours plus tard, Ben est présent lorsque Desmond fonce en voiture sur Locke et le renverse. Ben alerte quelqu'un d'appeler le 911, tout en demandant à Locke de ne pas bouger. Dès que l'ambulance arrive, Ben entre et s'assied à côté de Locke qui est dans état critique, en l'assurant que tout ira bien. Desmond revient par la suite au lycée et lorsque Ben le reconnait, Desmond le frappe. Ben se rappelle alors que Desmond l'a déjà frappé sur l'île. Quand Alex voit dans quel état est Ben, elle l'invite dans sa maison où sa mère, Danielle, lui demande de rester pour le dîner. Danielle dit à Ben que Alex le considère comme un père, et Ben se met à pleurer.
Ben attend à l'extérieur de l'église lorsque les survivants du vol Oceanic se rendent dans l'au-delà. Ben s'excuse auprès de Locke pour l'avoir tué, en disant qu'il était égoïste et jaloux parce qu'il était spécial. Locke dit à Ben qu'il lui pardonne. Hurley invite plus tard Ben dans l'église mais Ben refuse poliment en disant qu'il n'est pas prêt à aller de l'avant. Hurley dit alors à Ben qu'il était un bon numéro 2 sur l'île et Ben lui dit qu'il était un grand numéro 1.